# Třída Edsall
Třída Edsall (jinak též třída FMR) byla třída eskortních torpédoborců amerického námořnictva z období druhé světové války. Postaveno jich bylo celkem 85 kusů. Za druhé světové války byly čtyři torpédoborce potopeny. Po válce byly čtyři kusy dodány do Mexika, Jižního Vietnamu a Tunisu.

## Pozadí vzniku

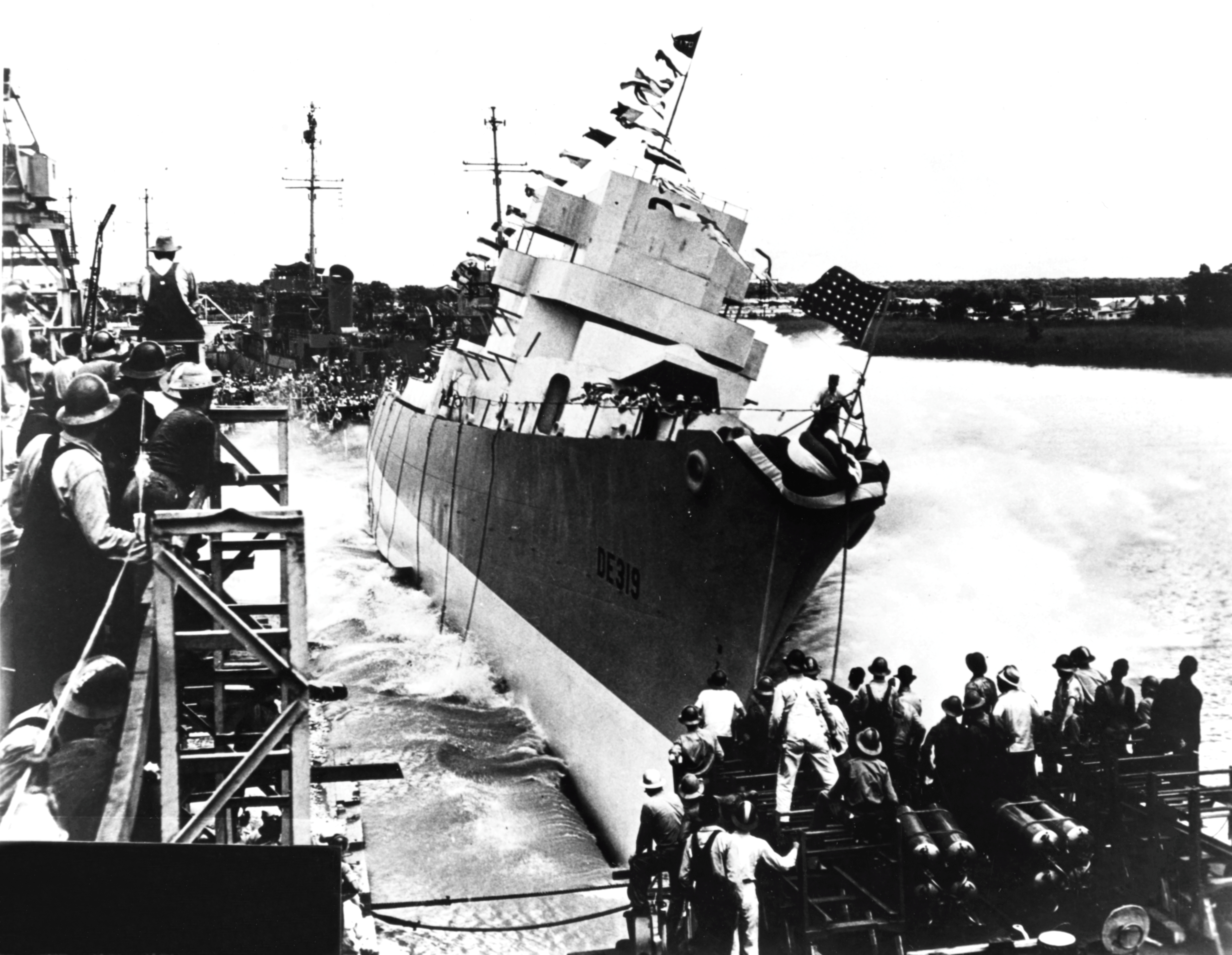
USS Leopold

Americké loděnice postavily celkem 85 eskortních torpédoborců této třídy. Na jejich stavbě se podílely loděnice Beth Staten Island (20), Consolidaded Orange (47) a Houston (18). Stavba probíhala od roku 1942, přičemž hotové torpédoborce vstupovaly do služby v letech 1943–1945.

## Konstrukce

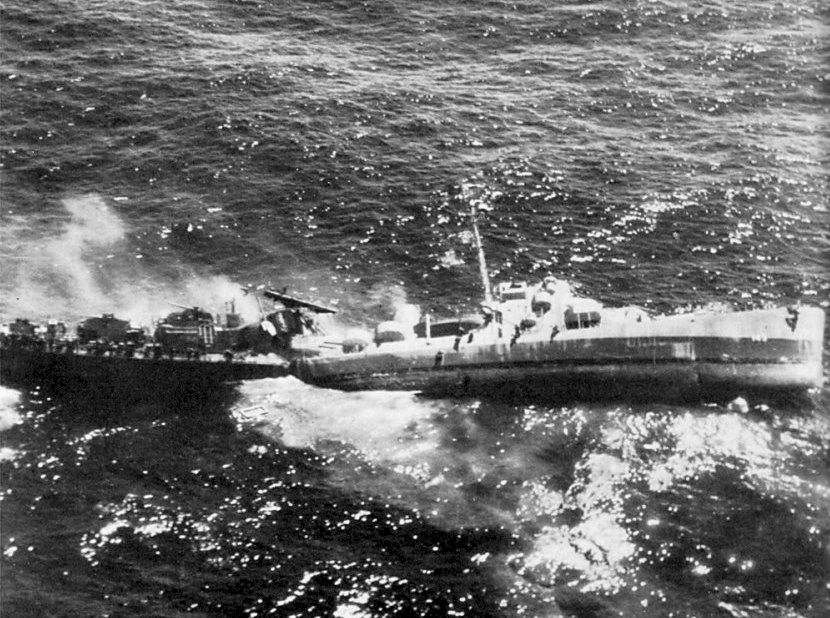
USS Fiske se potápí

Fregaty nesly tři 76mm kanóny v jednohlavňové lafetaci, které doplnily dva 40mm kanóny Bofors a osm až deset 20mm kanónů Oerlikon. Dále nesly jeden tříhlavňový 533mm torpédomet. K napadání ponorek sloužil jeden salvový vrhač hlubinných pum Hedgehog, dále osm a dvě skluzavky pro svrhávání hlubinných pum. Pohonný systém tvořily dva diesely Fairbanks-Morse. Lodní šrouby byly dva. Nejvyšší rychlost dosahovala 21 uzlů.

## Operační služba
Ve druhé světové válce byly ztraceny čtyři jednotky této třídy. USS Leopold dne 9. března 1944 torpédovala akustickým torpédem poblíž Islandu německá ponorka U 255. Zemřelo 171 lidí. USS Holder 11. dubna 1944 ve Středozemí neopravitelně poškodila německá letecká torpéda. USS Fiske byl 2. srpna 1944 severně od Azor torpédován ponorkou U 804. Zemřelo 30 lidí. USS Frederick C. Davis torpédovala 24. dubna 1945 v severním Atlantiku ponorka U 546. Zemřelo 115 lidí.

## Zahraniční uživatelé

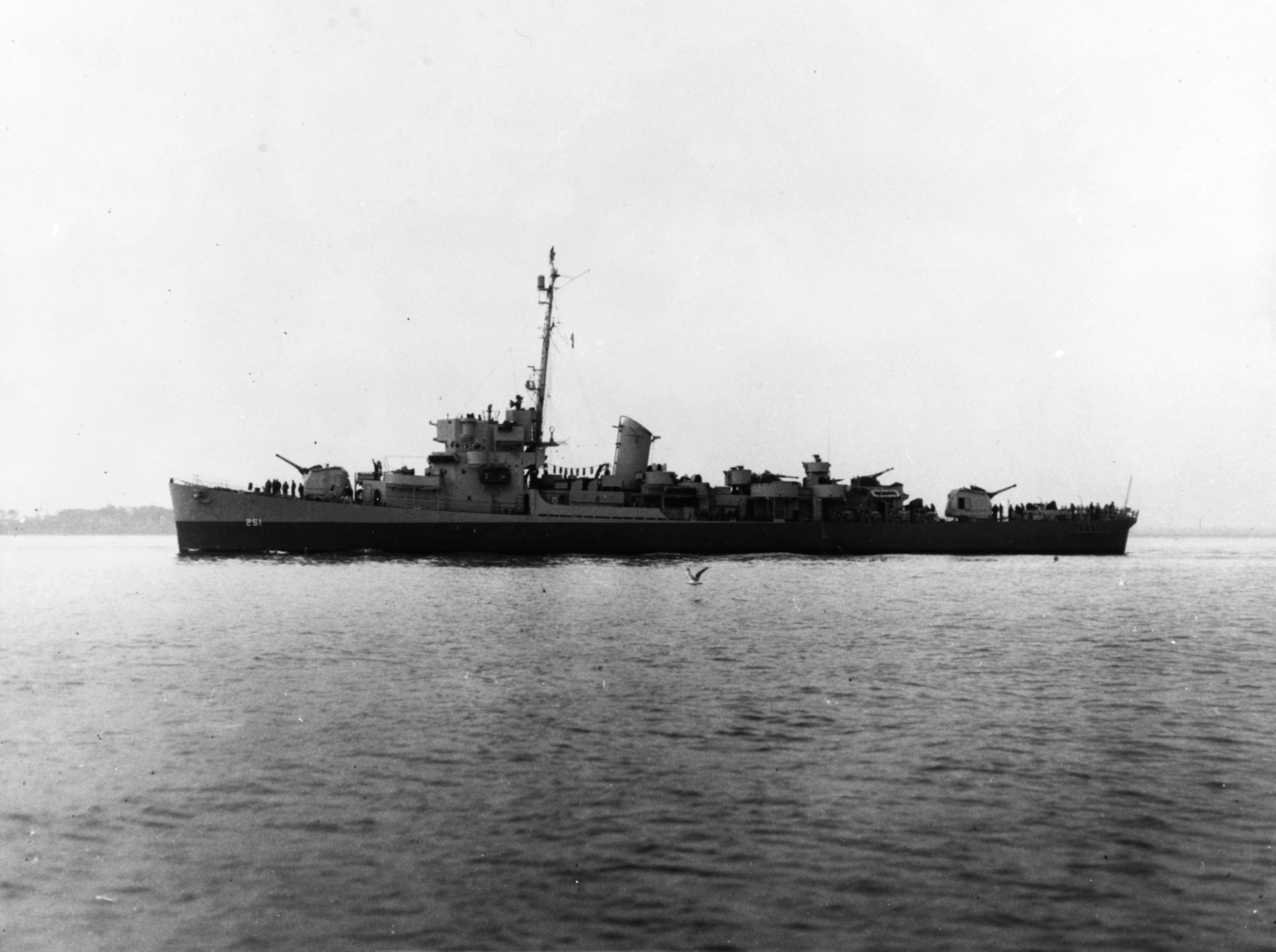
USS Camp dostal, jako jediná loď své třídy, 127mm kanóny

- Mexiko, Mexické námořnictvo – USS Hurst (DE-250) byl zakoupen v roce 1973, přejmenován Manuel Azueta (A-06), později Commodoro Manuel Azueta Perillos (E-30).[2] Torpédoborec byl vyřazen v roce 2016. Dne 6. listopadu 2016 byl potopen jako umělý útes.[3]

- Jižní Vietnam, Námořnictvo Vietnamské republiky
  - USS Camp (DE-251), získán 1971, přejmenován na Trần Hưng Đạo (HQ-1). Po zániku Jižního Vietnamu v roce 1975 unikl na Filipíny a byl zařazen do Filipínského námořnictva jako Rajah Lakandula (PS-4).[2]
  - USS Forster (DE-334), získán 1971, přejmenován na Trần Khánh Dư (HQ-4). Po zániku Jižního Vietnamu v roce 1975 byl zajat v Saigonu a zařazen do Severovietnamského námořnictva jako Đại Kỳ (HQ-03).[2]
- Tunis, Tuniské námořnictvo získalo roku 1973 torpédoborec USS Thomas J. Gary (DE-326) a pojmenovalo ho President Bourguiba, později Indakh. V roce 1992 byl těžce poškozen požárem.[2]

## Dochované kusy

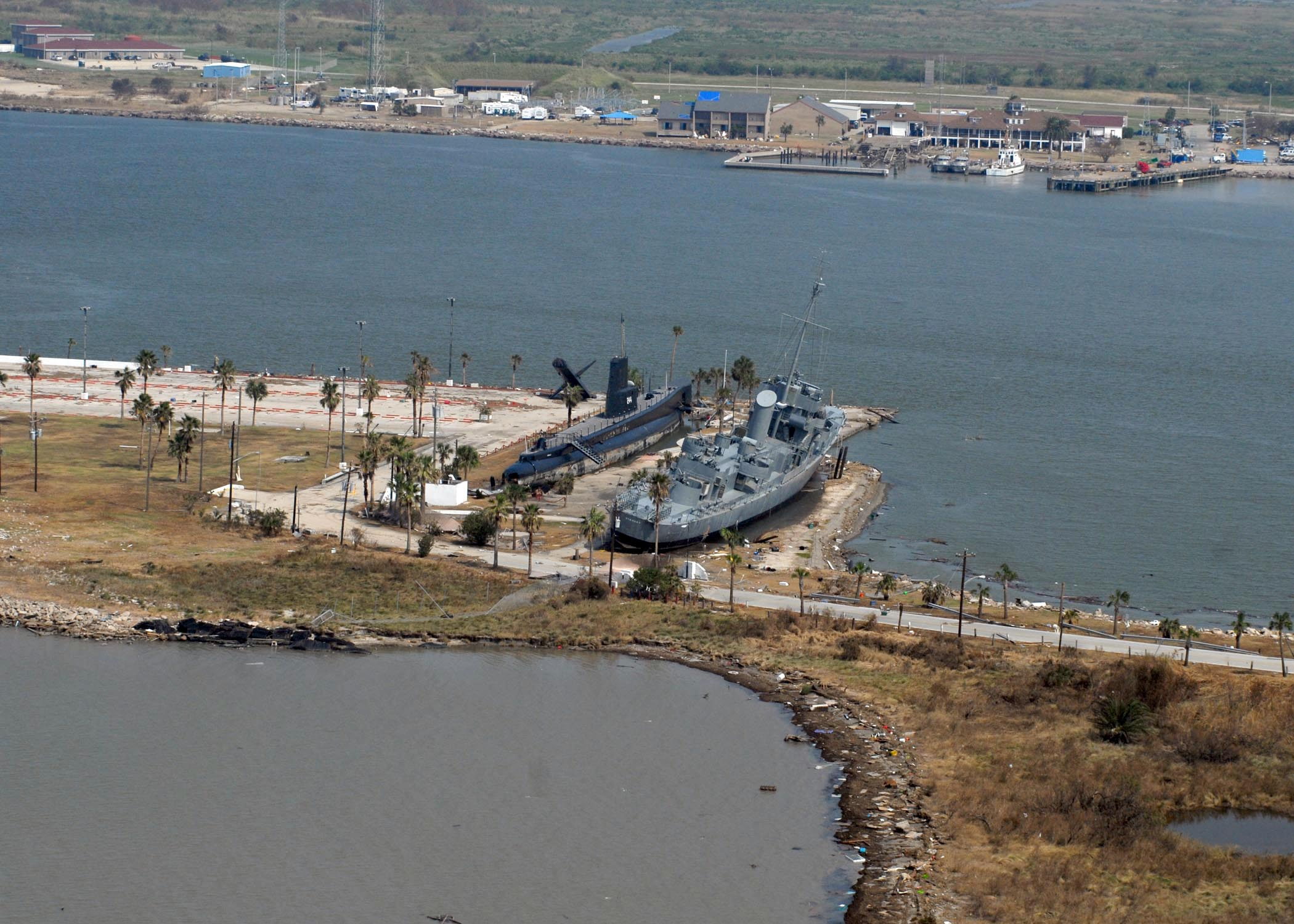
USS Stewart

USS Stewart (DE-238) je jedinou lodí své třídy, která se dochovala dodnes. Slouží jako muzeum v rámci Seawolf Parku v texasském Galvestonu.